# Hoa phước
Hoa phước (danh pháp khoa học: Fuchsia hybrida) là một loài thực vật có hoa trong họ Anh thảo chiều. Loài này được Voss mô tả khoa học đầu tiên năm 1894.

## Hình ảnh

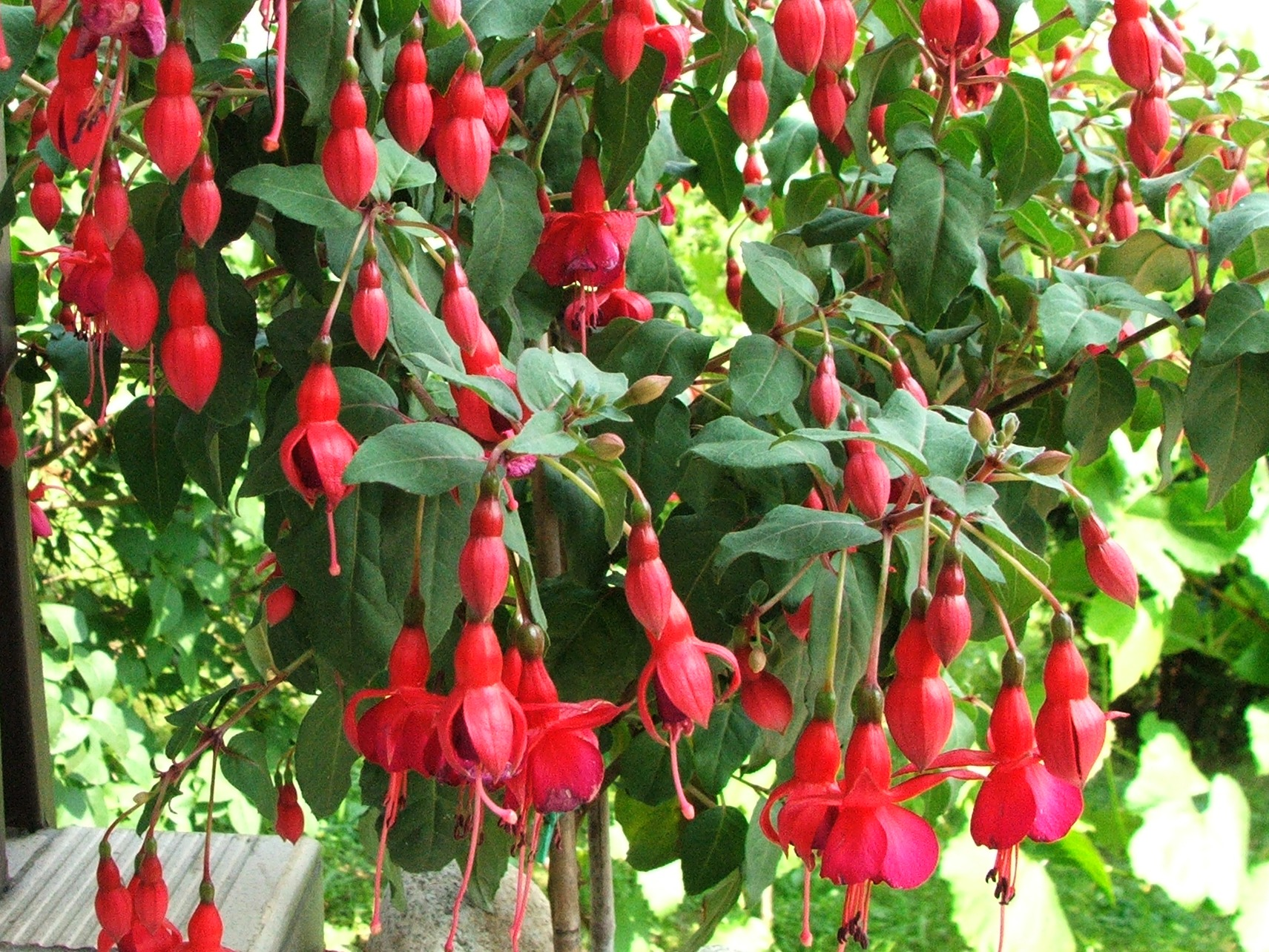
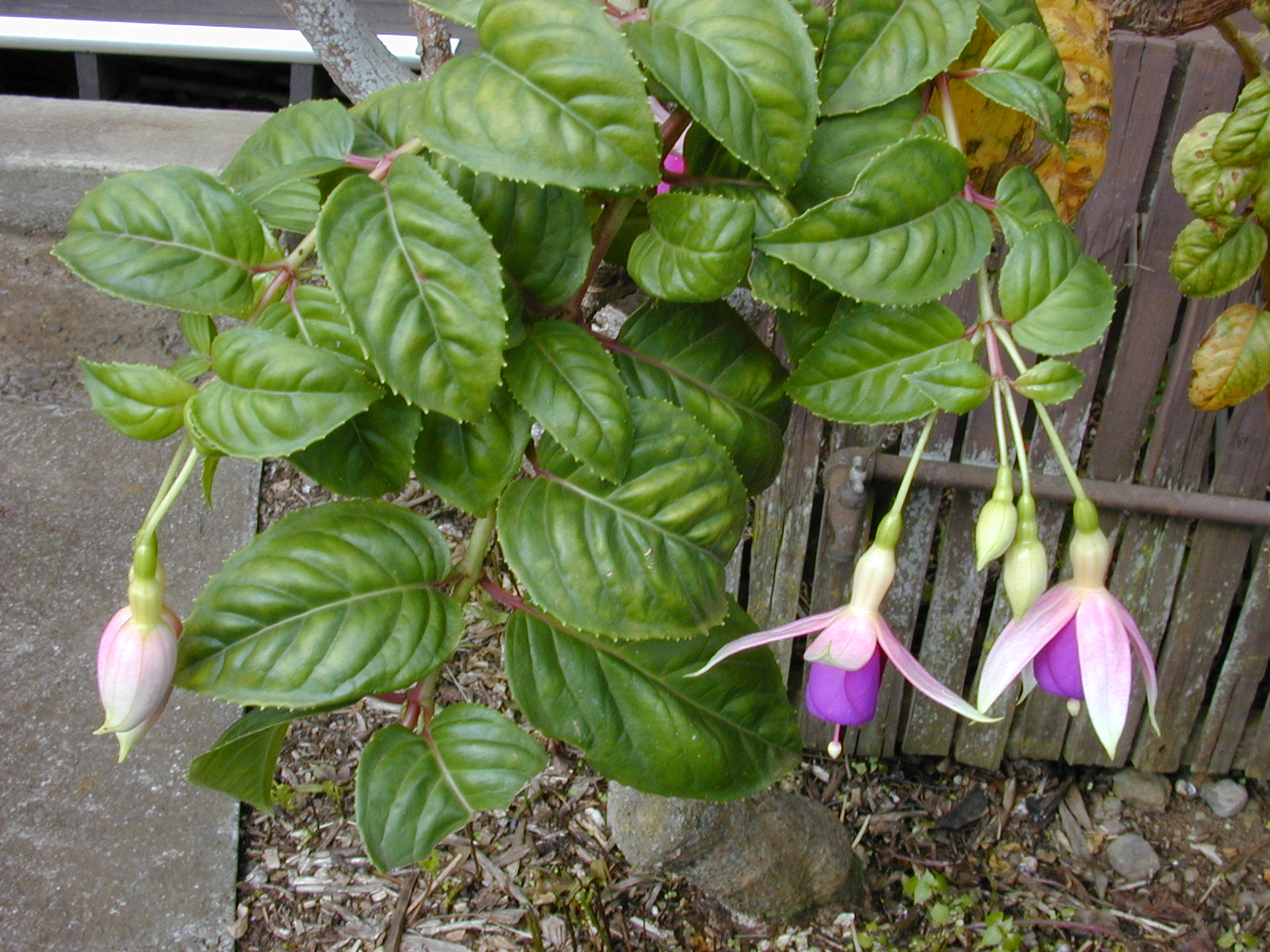
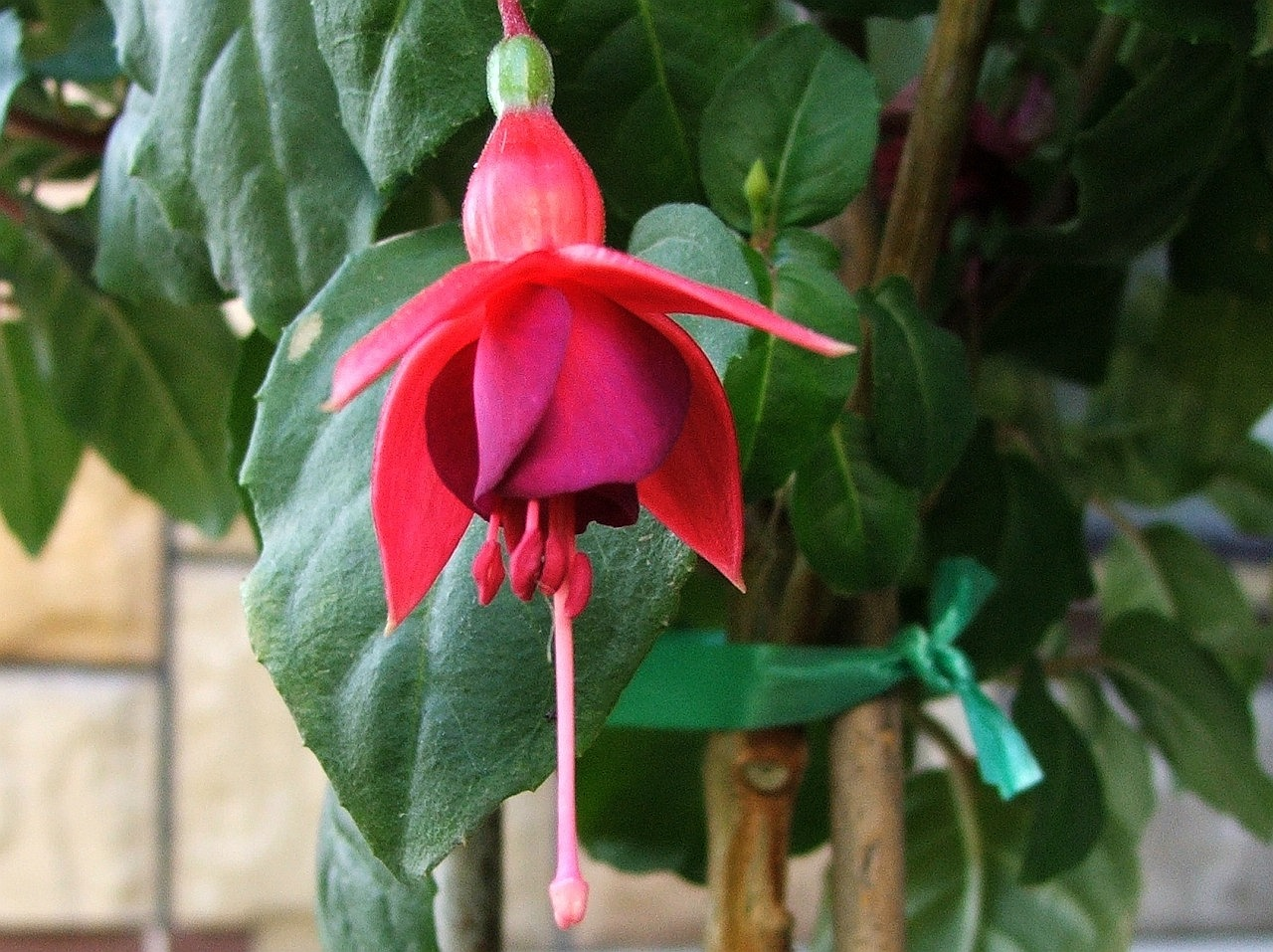